# Santo António da Charneca
Santo António da Charneca es una freguesia portuguesa situada en el municipio de Barreiro. Según el censo de 2021, tiene una población de 11 594 habitantes.